# Grand Seiko Hi-Beat

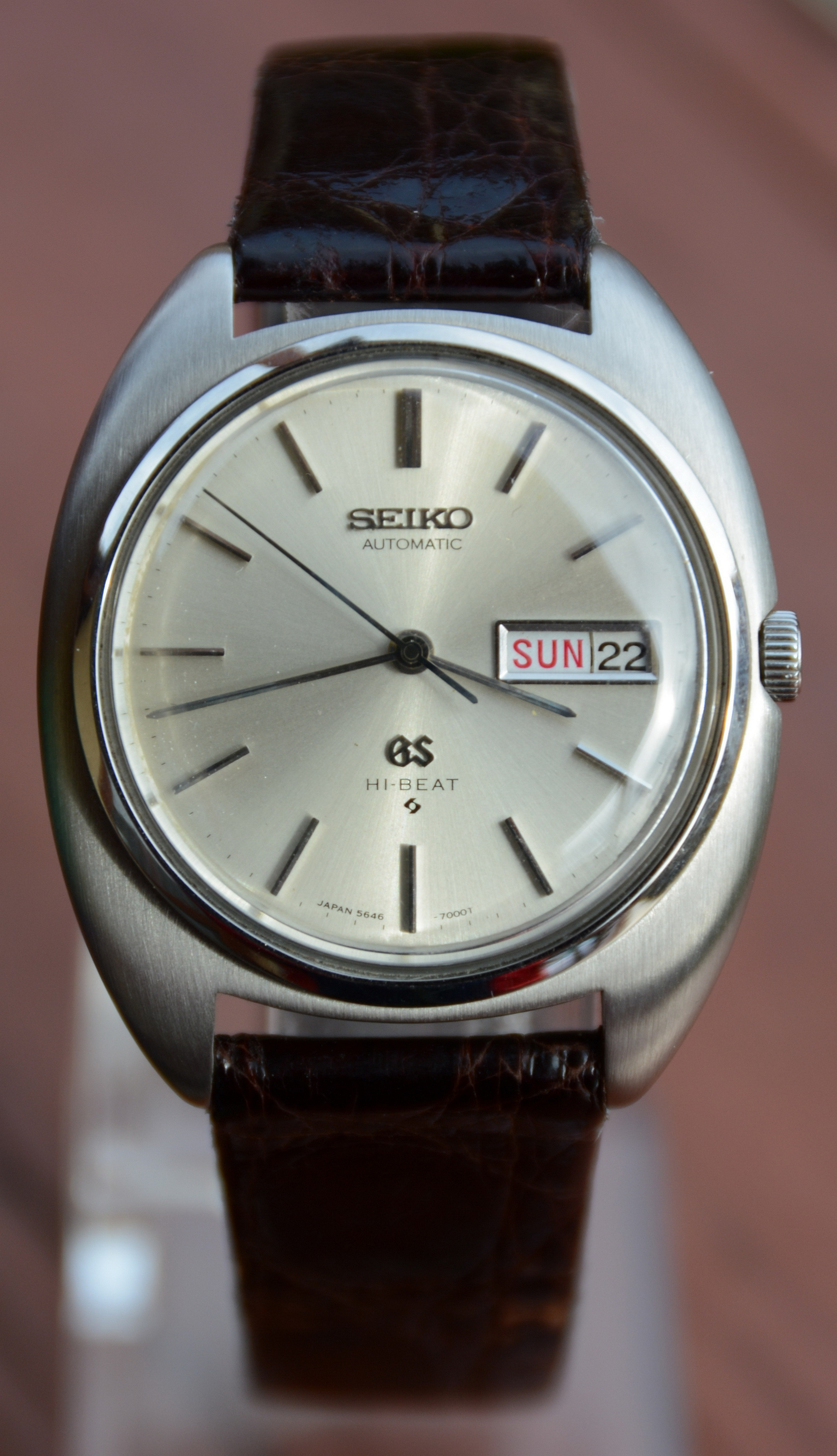
En vintageklocka från Hi-Beat-serien

Grand Seiko Hi-Beat är en serie högfrekventa automatiska mekaniska armbandsur utvecklade och tillverkade av den japanska klocktillverkaren Grand Seiko. Serien skapades vid Seikos Suwa-fabrik (Suwa Seikosha) i Nagano prefektur och lanserades 1967.
Dessa klockor har urverk som slår med 36 000 vibrationer per timme (10 slag per sekund), vilket ger en mjukare rörelse på sekundvisaren. Hi-Beat-serien har vunnit många priser inom klocktillverkning och klockdesign.